# Love Ain’t Here Anymore
Love Ain’t Here Anymore ist eine Pop-Ballade der britischen Pop-Band Take That aus dem Jahr 1993. Sie wurde vom Sänger Gary Barlow geschrieben und am 27. Juni 1994 als sechste und letzte Single des zweiten Studioalbums Everything Changes ausgekoppelt.

## Hintergrund
Love Ain’t Here Anymore wurde von Gary Barlow geschrieben und von Steve Jervier, Paul Jervier und Jonathan Wales produziert. Sie erschien im Juni 1994 über die Label RCA und BMG als Single. Es handelt sich um eine Popballade, bei der Barlow selbst den Leadgesang übernahm. Ein E-Gitarrensolo ist gegen Ende des Titels zu hören. Im Songtext wird in einer Beziehung das Fehlen von Liebe beklagt, diese sei in eine „Stadt namens Gestern“ verschwunden.

## Musikvideo
Auch ein Musikvideo wurde zu dem Song gedreht, es zeigt die Band komplett in Weiß gekleidet, die den Song in einem Studio aufnimmt. Lichteffekte wurden benutzt, um die Silhouetten der Bandmitglieder hervorzuheben.

## Charts und Chartplatzierungen
Love Ain’t Here Anymore erreichte Rang drei der britischen Charts und erlangte im Jahr seiner Singleveröffentlichung Silber-Status. Darüber hinaus erreichte die spanische Version No si aqui no hay amor Rang zwei in Spanien.
| ChartsChartplatzierungen     | Höchstplatzierung | Wochen |
| ---------------------------- | ----------------- | ------ |
| Deutschland (GfK)            | 39 (15 Wo.)       | 15     |
| Vereinigtes Königreich (OCC) | 3 (15 Wo.)        | 15     |

| ChartsJahrescharts (1994)    | Platzierung |
| ---------------------------- | ----------- |
| Vereinigtes Königreich (OCC) | 52          |